# Mechtild Harf
Mechtild(is) Harf (* 3. Mai 1946 in Köln; † 16. September 1991) war eine deutsche Diplom-Volkswirtin. Ihre Krankheit war 1991 der Anlass zur Gründung der Deutschen Knochenmarkspenderdatei (DKMS). Nach ihr ist ein renommierter Wissenschaftspreis benannt. 

## Leben
Die 1946 in Köln geborene Mechtild Harf war von Beruf Diplom-Volkswirtin. Sie war mit dem Geschäftsmann und Ökonomen Peter Harf verheiratet und Mutter zweier Töchter, die in den 1970er Jahren geboren wurden. Während eines Urlaubs in Griechenland im Jahr 1990 erkrankte sie schwer. Die Diagnose Leukämie machte eine Stammzellentherapie erforderlich. In Deutschland waren zu jener Zeit nur etwa 3.000 Menschen in verstreuten kleinen Spenderdateien erfasst. Ihr Ehemann gründete daraufhin die Privatinitiative „Hilfe für Leukämiekranke“, um die Suche nach geeigneten Spendern voranzutreiben. Bei den von ihm organisierten öffentlichen Registrierungsaktionen ließen sich innerhalb von wenigen Monaten 20.000 Spender eintragen.
Mit Unterstützung von Shraga Goldmann, dem Leiter der Ulmer Blutspendezentrale des Deutschen Roten Kreuzes und Transplanteur an der dortigen Universitätsklinik, wurde schließlich eine Studentin in Ulm als passende Stammzellspenderin gefunden. Harf wurde in die Universitätsklinik Tübingen verlegt, und am 15. April 1991 wurden ihr gesunde Stammzellen übertragen. Aufbauend auf dem zunehmenden Erfolg seiner privaten Initiative gründete Peter Harf am 28. Mai 1991 schließlich zusammen mit dem behandelnden Arzt seiner Frau, Gerhard Ehninger, in Tübingen die Deutsche Knochenmarkspenderdatei als gemeinnützige GmbH.
Für Mechtild Harf kam die Transplantation zu spät. Vier Monate nach der Transplantation starb sie am 16. September 1991 im Alter von 45 Jahren an Knochenmarkversagen und einer anschließenden Lungenentzündung. Sie fand ihre letzte Ruhestätte auf dem Melaten-Friedhof in ihrer Geburtsstadt Köln.
Auf den ausdrücklichen Wunsch seiner verstorbenen Frau hin blieb Peter Harf weiterhin für die Ziele der DKMS aktiv. In den Printmedien, in Rundfunk und Fernsehen wurde deutschlandweit über ihr Schicksal berichtet.

## Gedenken
Seit 2001 vergibt die DKMS Stiftung Leben Spenden den DKMS Mechtild Harf Wissenschaftspreis für herausragende Forschungsleistungen angesehener Mediziner und Wissenschaftler auf dem Gebiet der Stammzelltransplantation und Blutkrebsbekämpfung. Der mit 10.000 Euro dotierte Preis wird am Rande des Kongresses der European Group for Blood and Marrow Transplantation (EBMT) vergeben.
Die von der Stiftung im Rahmen der Nachwuchsförderung seit 2015 jährlich vergebenen Stipendien John Hansen Research Grants hießen bis 2019 Mechtild Harf Research Grants. Sie gehen an bis zu vier talentierte Nachwuchswissenschaftler und sind mit 240.000 Euro je Preisträger dotiert, verteilt auf einen Zeitraum von drei Jahren.
Im Bhagwan Mahaveer Jain Hospital im indischen Bangalore wurde im September 2021 die nach ihr benannte neue Transplantationsstation Mechtild Harf Unit eröffnet, wo jedes Jahr etwa 120 Kinder, die an Blutkrebs oder Blutkrankheiten wie Thalassämie oder Sichelzellenanämie leiden, eine lebensrettende Stammzelltransplantation erhalten können.